# 블라스티밀 브로트스키
블라스티밀 브로트스키(체코어: Vlastimil Brodský, 1920년 12월 15일~2002년 4월 20일)는 체코의 배우, 각본가이다.

## 영화
- 줄 위의 종달새 (1990년)
- 날으는 운동화 (1990년)
- 1948 AD (1989년)
- 카르파티아의 신비한 성 (1981년)
- 제이콥의 거짓말 (1974년)
- 요술쟁이 판타우 (1970년)
- 가까이서 본 기차 (1966년) - 제드니섹 역